# Kevin Crawford
Kevin Crawford és un músic anglès que toca la flauta travessera irlandesa, el  tin whistle i el bodhrán. Va néixer el 6 de desembre de 1967 a Birmingham, Anglaterra, de pares irlandesos que van emigrar de Miltown Malbay, Clare. Posteriorment es va mudar a West Clare per millorar la seva música i estar més exposat a la música tradicional irlandesa.

## Grups
Es va unir a "Moving Cloud" el 1993 i després a "Lúnasa" el 1998 reemplaçant Michael McGoldrick.

## Discografia
Solo
- 'D' Flute Album (1995)
- In Good Company (2001)

amb Moving Cloud
- Moving Cloud (1995)
- Foxglove (1998)

amb Lúnasa
- Otherworld (1999)
- The Merry Sisters Of Fate (2001)
- Redwood (2002)
- The Kinnitty Sessions (2004)
- Sé (2006)